# Kalina Górecka
Kalina Górecka – wieś w Polsce położona w województwie świętokrzyskim, w powiecie kieleckim, w gminie Pierzchnica. Wieś należy do sołectwa Górki.
W latach 1975–1998 miejscowość administracyjnie należała do województwa kieleckiego.